# 공룡시대 2
공룡시대 2(The Land Before Time II: The Great Valley Adventure)는 미국에서 제작된 로이 앨런 스미스 감독의 1994년 애니메이션 영화이다. 제프 베넷 등이 주연으로 출연하였고 로이 앨런 스미스 등이 제작에 참여하였다.

## 출연

### 주연
- 제프 베넷
- 린다 그레이
- 헤더 호갠
- 캔데이스 헛슨
- 존 잉글
- 트레스 맥닐
- 케네스 마스
- 스콧 맥아피
- 롭 폴슨

## 제작진
- 배역: 앤드리아 로마노